# Смолінська селищна територіальна громада
Смолінська селищна громада — територіальна громада в Україні, в Новоукраїнському районі Кіровоградської області. Адміністративний центр — селище Смоліне.
Площа громади — 309,8 км², населення — 15 062 мешканці (2020).

## Населені пункти
У складі громади 1 селище (Смоліне) та 21 село:
- Андріївка
- Березівка
- Виноградне
- Гаївка
- Дорофіївка
- Запашка
- Калаколове
- Копанки
- Межове
- Миропіль
- Нововознесенка
- Новогригорівка
- Новоолександрівка
- Новопавлівка
- Новопетрівка
- Новостанівка
- Полохівка
- П'ятихатки
- Успенівка
- Хмельове
- Якимівка